# 本山尊
本山 尊（もとやま たける、1998年2月23日 - ）は、日本のラグビー選手。

## プロフィール
- 大分県出身[1]。
- ポジションはロック(LO)。
- 身長 191cm、体重 107kg
- U17日本代表に選ばれたことがある[2]。

## 略歴
2016年、大分東明高校卒業後、帝京大学に入る。
2020年、帝京大学卒業後、NECグリーンロケッツ（現・NECグリーンロケッツ東葛）に加入。
2022年1月29日に行われたJAPAN RUGBY LEAGUE ONE第1節スピアーズ船橋・東京ベイ戦にて途中出場で公式戦初出場を果たした。
2022年、NECグリーンロケッツ東葛を退団した。